# Nayef bin Mamduh Al Sa'ud
Nāyef bin Mamdūḥ Āl Saʿūd (in arabo نايف بن ممدوح بن عبد العزيز آل سعود‎?; Riyad, 1971) è un principe, inventore e islamista saudita, membro della famiglia reale Al Saʿūd.

## Biografia
Nayef è figlio di Mamduh bin 'Abd al-'Aziz, già governatore della provincia di Tabuk, e di Faiza bint Nayef bin Nawaf bin Nouri al-Shaalan. Ha conseguito una laurea in studi islamici presso l'Università Re Abd al-Aziz di Gedda e un master in teologia islamica presso l'Università Islamica di Medina.
Nayef è noto per le sue invenzioni, come un'unità antincendio di massa per il salvataggio e il soccorso in elicottero, per cui ha ricevuto un premio della Federazione Internazionale degli Inventori (IFIA) al Salone Internazionale delle Invenzioni di Ginevra. È Presidente Onorario dell'Associazione degli inventori sauditi.

## Vita personale
Il principe è sposato e ha cinque figli: Abd Allah, Abdul Rahman, Nawaf, Faiza e Sultana.